# Mateusz Jopek
Mateusz Jopek (ur. 14 lutego 1996 w Świdnicy) – polski lekkoatleta, specjalizujący się w skoku w dal.
Największy sukces odniósł w mistrzostwach Polski (Włocławek 2020), gdzie zdobył mistrzostwo. Rok wcześniej w mistrzostwach Polski (Radom 2019), zajął drugie miejsce, które powtórzył w 2022 roku na mistrzostwach Polski (Suwałki 2022). W 2021 roku zdobył brązowy medal w mistrzostwach Polski (Poznań 2021).
W 2023 roku osiągnął swój pierwszy międzynarodowy sukces, ponieważ został wraz z reprezentacją Polski Drużynowym wicemistrzem Europy (Chorzów 2023).
W swoim dorobku ma także dwa srebrne medale z Halowych Mistrzostw Polski (Toruń 2021), Halowych Mistrzostw Polski (Toruń 2022) oraz brązowy medal z Halowych mistrzostw Polski (Toruń 2023).
Pochodzący z Jaworzyny Śląskiej lekkoatleta ma na swoim koncie zwycięstwo w młodzieżowych mistrzostwach Polski (Jelenia Góra 2016) oraz dwa brązowe medale w zawodach tej samej rangi (Suwałki 2017) i (Sieradz 2018).
Jest podopiecznym trenera Zdzisława Kokota.
Rekordy życiowe: stadion – 7,95 (27 czerwca 2020, Ołomuniec); hala – 7,64 (21 lutego 2021, Toruń).
23 sierpnia 2025 roku zakończy swoją karierę sportową.